# 필연주의
필연주의(영어: Necessitarianism)란 철학의 한 분류에 속하며, 강한 결정론을 포함하여 가장 강한 결정론을 뜻한다.  이 이론을 주장하는 사람은 앤서니 콜린스가 있다.  이 이론은 자유의지 자체를 부정하며, 인간의 행동은 외부와 내부의 인자로 인해 이미 예정, 및 결정되어 있다라고 생각한다.  이것은 인과 관계를 중심으로 생각하며 모든 것에는 원인이 있다는 생각을 갖는다.

## 같이 보기
- 결정론
- 자유의지론